# Підручник
Підру́чник (калька з пол. podręcznik) — книжка, у якій системно викладено інформацію з певної галузі знань і яку використовують в системі освіти на різних рівнях, а також для самостійного навчання. Різновид навчального видання.
Підручники створюють із урахуванням вікових і соціальних потреб потенційних читачів. Навчальну літературу випускають державні та приватні видавництва, а також навчальні заклади.
Підручник — книга, яка містить основи наукових знань із певної навчальної дисципліни, викладені згідно з цілями навчання, визначеними програмою і вимогами дидактики.
Підручник є навчальним виданням із систематизованим викладом дисципліни (її розділу, частини), що відповідає навчальній програмі та офіційно затверджене як таке (до підручників також належить буквар). Підручник є видом начальної літератури, офіційне підтвердження доцільності їх використання у навчально-виховному процесі в дошкільних, загальноосвітніх, позашкільних, професійно-технічних навчальних закладах та закладах системи вищої освіти України реалізується через процедуру надання відповідного грифа: «Рекомендовано Міністерством освіти і науки України».

## Історія
Словники, як сучасні, так і більш ранні, трактують слово «підручник» досить просто й одноманітно: «Підручник — книга для навчання чому-небудь».
Однак під цим простеньким визначенням криється дуже багатий зміст, що характеризує фактично стан культури не тільки окремо взятої країни, але й епохи в цілому. Від підручників — звичайних і стандартних засобів освіти — значною мірою залежить наше з вами майбутнє. Величезне значення освітнього рівня народу чудово усвідомлювали класики. Свіченням цьому повною мірою можуть послужити слова про те, що Франко-германську війну 1870—1871 років виграв прусський сільський вчитель. Значення цього виразу досить зрозуміло: рівень освіти в Пруссії забезпечив індивідуальну перевагу над супротивником середнього солдата, здатного на самостійні дії в складній обстановці.

## Структура
Навчальний матеріал підручника складається з емпіричного, теоретичного і практичного компонентів.
Емпіричний (грец. εμπειρία, латиніз. empeiria — досвід) компонент. Він містить в абстрактній формі інформацію про чуттєвий досвід. Емпіричні знання відображають поверхові зв'язки і відношення між предметами, явищами. Цей компонент навчального матеріалу підручника застосовується тоді, коли учні вчаться упорядковувати спостережувані факти і явища, класифікувати їх, використовувати ці класифікації. Емпірично утворені абстракції (відображення окремих сторін предметів) є тим обов'язковим «матеріалом», на основі якого здійснюється перехід від чуттєво-конкретного до конкретного (сутності).
Теоретичний компонент. До нього належить інформація про відношення речей. Цей компонент представляє наукові поняття, які відтворюють ідеалізований предмет і систему його зв'язків, що відображають у своїй єдності спільність, сутність руху матеріального об'єкта. Він є сферою об'єктивно взаємозв'язаних явищ, які утворюють цілісну систему. Без неї і поза нею ці явища можуть бути предметами лише емпіричного компонента.
Практичний компонент. Це важливий засіб розвитку творчих здібностей школярів, формування рис характеру, поглядів і переконань, інтересу до знань, підготовки учнів до життя. Практичний компонент включає інформацію щодо організації засвоєння навчального матеріалу (запитання, пізнавальні завдання, проблемні ситуації, зразки розв'язання завдань, таблиці, пояснення до тексту та ілюстративного матеріалу), інформацію про способи діяльності або творчості (опис творчої діяльності, проблемно-пошукові завдання теоретичного і прикладного характеру, правила, рекомендації, послідовність малюнків, які ілюструють окремі прийоми трудової діяльності тощо).

## Функції
Сучасний підручник є носієм інформації, він допомагає педагогу розвивати зацікавленість учнів до знань, виконує виховну, інформаційну, дидактичну, трансформаційну, систематизуючу, інтегруючу, мотиваційну, координуючу, розвивально-виховну, самоосвітню функції.
У навчальному процесі підручник виконує такі функції:
- а) освітню — полягає в забезпеченні засвоєння учнями певного обсягу систематизованих знань, формуванні у них пізнавальних умінь та навичок;
- б) розвивальну — сприяє розвитку перцептивних, мнемічних, розумових, мовленнєвих та інших здібностей учнів;
- в) виховну — забезпечує формування світогляду, моральних, естетичних та інших якостей особистості школяра;
- г) управлінську — полягає в програмуванні певного типу навчання, його методів, форм і засобів, способів застосування знань у різних ситуаціях;
- ґ) дослідницьку — спонукає учня до самостійного вирішення проблем, навчає методів наукового пошуку.

Підручник має відповідати сучасному рівню науки, забезпечувати потреби національного виховання, зв'язок теорії з практикою. Він має бути написаним простою і доступною мовою, чітко формулювати визначення, правила, закони, ідеї, містити ілюстрації, схеми, малюнки, виділяти шрифтом важливий матеріал. Не менш суттєвим є і його художнє оформлення.

## Підручник у науці

### Як предмет вивчення науковців
Питання теорії шкільного підручника досліджували провідні вітчизняні і зарубіжні вчені, зокрема:
- досліджено роль підручника у навчально-виховному процесі і місце в системі засобів навчання (Бабанський Ю. К., Беспалько В. П., Зуєв Д. Д., Скаткін М. Н. та ін.);
- визначено функції, структуру, методику роботи з підручником (Краєвський В. В., Хуторськой А. В.);
- здійснено обґрунтування концептуальних основ сучасної навчальної книжки (Савченко О. Я.);
- виявлено функціональне призначення навчальної книги (Бейлінсон В. Г., Беспалько В. П., Буринська Н. М.);
- з'ясовано функції шкільного підручника як основного засобу навчання учнів у сільській школі (Мелешко В. В.);
- досліджено мову шкільного підручника (Донськой Г. М., Размислов П. І., Рахімов А. З. та ін.);
- визначено поняття "підручникознавство" як наукової дисципліни та галузі наукового дослідження (Жосан О.Е.) [11].